# 吉爾摩城 (愛荷華州)
吉爾摩城（英語：Gilmore City）是一個位於美國愛荷華州洪堡縣和波卡洪塔斯縣的城市。

## 地理
吉爾摩城的座標為42°43′50″N 94°26′33″W / 42.73056°N 94.44250°W，而該地的平均海拔高度為373米（即1224英尺）。

## 人口
根據2010年美國人口普查的數據，吉爾摩城的面積為3.24平方千米，當中陸地面積為3.24平方千米，而水域面積為0.00平方千米。當地共有人口504人，而人口密度為每平方千米155人。